# Villa Carpena
Villa Carpena, nota anche come Villa Mussolini, oggi Villa Mussolini - Casa dei ricordi, è una proprietà situata a San Martino in Strada (frazione di Forlì), nota per essere stata la residenza di Benito Mussolini, della moglie Rachele Guidi e dei cinque figli.
Rimasta a lungo di proprietà della famiglia Mussolini, nel 2000 è stata acquistata da una coppia di imprenditori lodigiani, che ha adibito la villa a museo.

## Collocazione
Villa Carpena è situata in via Crocetta a San Martino in Strada, frazione di Forlì, a 13 km da Predappio, luogo natio di Benito Mussolini, e a 8 km da Forlì, poco distante dal quartiere Carpena, dal quale prende il nome.

## Edifici
L'area di Villa Carpena, circondata dalle campagne forlivesi, è composta da una casa colonica, primo nucleo costituente della villa e prima casa di Mussolini e della moglie, acquistata nel 1914; di fronte a questa è stata edificata nel 1923 la dimora in cui ha abitato la famiglia Mussolini, distribuita su tre livelli e oggi trasformata in museo. 
Al piano inferiore della villa sono situate le cucine, la sala da pranzo, il salone d'attesa e lo studio di Benito Mussolini; al piano superiore si trovano le camere da letto di Mussolini e della moglie Rachele, dei cinque figli, e il bagno, l'unico della casa; dal primo piano si accede, passando per il balconcino, alla soffitta, oggi trasformata in libreria e centro studi intitolato alla memoria di Romano Mussolini; all'interno del Centro Studi sono conservati i registri delle firme dei visitatori alla tomba di Benito Mussolini al cimitero di Predappio.
Un terzo edificio, non visitabile al suo interno, è la casetta in cartongesso che Mussolini fece edificare nel 1927. Dotata di servizi igienici ed elettricità, è una casa in miniatura che il dittatore costruì per far giocare i figli; pur costruita in materiali poveri, è rimasta intatta fino ad oggi.
Nel giardino, con alcune piante coltivate da Mussolini stesso (egli era solito piantare un albero alla nascita di ogni figlio; sopravvive ad oggi solo quello piantato per la figlia Anna Maria), sono presenti gli orti e le voliere della moglie Rachele, e il gazebo dove Mussolini era solito leggere i giornali alla mattina.
Sotto la proprietà di Villa Carpena è presente un piccolo giacimento di gas naturale, che Mussolini fece allacciare per alimentare i fornelli delle cucine.

## Cimeli e opere d'arte
Addentrati nel giardino, è d'immediato impatto la presenza delle statue opere dello scultore Francesco Messina, e due doni dell'Imperatore giapponese Hirohito: una pietra sacrale del Monte Fuji, e una pagoda votiva; una statua equestre in bronzo, dinanzi alla casa colonica, è invece stata posta dopo la guerra dal figlio Romano. Nel giardino, costeggiando i sentieri che lo attraversano, sono presenti i busti dei membri della famiglia Mussolini, tra cui quelli del figlio Bruno e del fratello Arnaldo, scomparsi prematuramente.
Dal lato opposto della villa sono conservati un esemplare funzionante di Fieseler Fi 156 "Storch", il modello di aereo che fu usato da Otto Skorzeny per soccorrere Mussolini a Campo Imperatore, e diversi veicoli, inclusi un trattore cingolato FIAT dono di Giovanni Agnelli e una trebbiatrice degli anni trenta.
La villa ospita cimeli originali del Ventennio e oggetti quotidiani di Benito Mussolini e della sua famiglia, tra i quali la sua motocicletta Bianchi e il suo violino. 
Di particolare interesse, posta nella camera da letto di Mussolini, sul lato del letto dove era solito dormire, la divisa che indossava il 25 aprile 1945, e che Mussolini si tolse perché la macchiò del rosolio offertogli dal cardinale Schuster. La divisa è stata acquistata da Morosini nel 2007 ad un'asta negli Stati Uniti.
Tra le opere d'arte, sono esposti un dipinto a pastello raffigurante il figlio Bruno; un dipinto donatogli dall'Imperatore del Giappone Hirohito, che Romano Mussolini ha poi riprodotto con colori ad olio; un dipinto di Mussolini eseguito da Frank O. Salisbury, pittore della famiglia reale britannica, nel 1935; una lampada a forma di fascio littorio dono di Gabriele D'Annunzio.
Sono presenti inoltre molte fotografie della vita pubblica e privata di Mussolini; tra le più prestigiose, quella che ritrae la visita dell'imprenditore statunitense Walt Disney a Roma.
Romano Mussolini aveva uno studio all'interno della villa, dove era solito dipingere e vendere i propri dipinti.
Nella villa è conservata anche una missiva che Benito Mussolini avrebbe inviato a Padre Pio nel 1924, la cui autenticità è ritenuta da alcuni dubbia.

## Storia
Nel 1909 Benito Mussolini, allora giornalista e membro del Partito Socialista Italiano, ottiene da suo padre il permesso di sposare Rachele Guidi, e l'anno successivo la coppia si stabilirà in un appartamento situato in Via Merenda 1 a Forlì.
Nel 1914, usando i primi guadagni di Mussolini come direttore dell'Avanti!, Rachele acquista per 12.000 lire la casa colonica attorno alla quale sorgerà il complesso di Villa Carpena; proprietaria della casa, la sorella di Rachele, Giuseppina. Dopo una somma ricavata dalla vendita della sua automobile, una Itala, Rachele perfezionerà l'acquisto del terreno circostante nel 1921.
Nel 1923, già Capo del Governo, Mussolini amplierà la proprietà con la costruzione della villa vera e propria, che ospiterà il Duce e la sua famiglia, oltre a Villa Torlonia a Roma e alla Rocca delle Caminate. A Villa Carpena nacquero gli ultimi due figli del Duce, Romano e Anna Maria.
Dopo l'8 settembre 1943, Villa Carpena rimane disabitata; nell'immediato dopoguerra, la villa è sequestrata dallo Stato e il mobilio tenuto in un deposito statale. La casa sarà per molti anni occupata dagli sfollati di guerra. Rachele Guidi tornerà ad abitarvi, dopo la fine del confino ad Ischia e molte vicissitudini legali, solo nel 1957, lo stesso anno in cui la salma di Benito Mussolini sarà inumata al cimitero di Predappio, vivendoci fino alla morte nel 1979. 
Vittorio Mussolini, assieme alla seconda moglie, vi si stabilirà per il resto della sua vita, mentre suo fratello Romano vi abiterà saltuariamente.
Nel 2000 la proprietà di Villa Carpena viene acquistata dall'imprenditore lodigiano Domenico Morosini e la moglie Adele Grana tramite una società appositamente fondata, Immobiliare Villa Carpena; il 29 luglio 2001 (118º anniversario della nascita di Benito Mussolini) viene inaugurato il museo Villa Mussolini - Casa dei ricordi con il patrocinio di Romano Mussolini.